# Aphelandra margaritae
Aphelandra margaritae é uma espécie de  planta do gênero Aphelandra e da família Acanthaceae.

## Forma de vida
É uma espécie terrícola e subarbustiva.

## Descrição
A única descrição disponível é a original, em francês: Sous-arbrisseau très court (0m,10-25)
couvert partout de poils blancs et hérisés. Tiges
cylindriques. Feuilles décussées, étalées, assez longues (0m,08-12),
à pétiole court (0m,01-2), à lame elliptique, rose foncé à la face
inférieure, vert foncé à la face supérieure qui est ornée, dans le sens des
nervures secondaires, de quelques bandelettes, ordinairement au nombre de six
paires, arquées, étroites (0m,0015) et blanc de lait. Épisterminaux,
sessiles, compactes, tétrastiques, floribonds (environ 24 fleurs) Bractée dorsale
de chaque fleur, herbacée, courte (0m,018), large (0m,006),dépassant
le calice, en forme de lanière verte et entière à la partie inférieure, tandis
qu'elle est brune à la partie supérieure qui est pectinée en quelques divisions
étroites, longues et pubescentes. Bractéoles latérales (stipules) semblables,
mais beaucoup plus étroites (0m,0015) et souvent entiéres d'un côté.
Calice court (0m,006-7), herbacé, à cinq segments étroits et lisses.
Corolle três longue (0m,052), comprimée latéralement., entièrement
orangé vif, à tube velu infundibuliforme, à limbe lisse; lèvre supérieure
dressée, ovale, condupliquée, droite, obtuse et bifide; lèvre inférieure
réfractée, avec le lobe moyen ample et tronqué et les lobes latéraux étroits. Étamines
4, égales; les deux postérieures à filet adné plus haut sur le tube que les 2
latérales; anthères conniventes à la même hauteur sous la lèvre supérieure.
Filament stérile long et subulé; ovaire minime; style longissime, grêle et
portant le stigmate à la hauteur des anthères.

## Conservação
A espécie faz parte da Lista Vermelha das espécies ameaçadas do estado do Espírito Santo, no sudeste do Brasil. A lista foi publicada em 13 de junho de 2005 por intermédio do decreto estadual nº 1.499-R.

## Distribuição
A espécie é endêmica do Brasil e encontrada no estado brasileiro de Espírito Santo.
A espécie é encontrada no domínio fitogeográfico de Mata Atlântica, em regiões com vegetação de floresta ombrófila pluvial.